# 沙南縣
沙南縣，是漢代設置的縣。

## 沿革[1][2]
沙南縣屬雲中郡。东汉陽嘉四年（135年）冬十月，烏桓寇雲中。十一月，圍度遼將軍耿曄於雲中郡沙南縣蘭池，發諸郡兵救之，烏桓退走。
雲中郡，秦置。十一城，雲中縣、咸陽縣、箕陵縣（前漢楨陵縣）、沙陵縣、沙南縣、北輿縣、武泉縣、原陽縣、定襄縣、成樂縣、武進縣